# Sono come sono (Gianluca Capozzi)
Sono come sono è il terzo album del cantante italiano Gianluca Capozzi, pubblicato nel 1998.

## Tracce
1. Stai con me – 4:33
2. Nun te scordo cchiù – 4:45
3. Si l'avisse fatte a n'ato – 4:10
4. Te voglio ancora bene – 4:23
5. Che ce stà e sbagliato – 3:35
6. Nun me pare overo – 4:16
7. Non voglio perderti – 4:12
8. Loro – 4:40
9. Lassalo – 3:59
10. Frammenti – 4:19

## Formazione
- Gianluca Capozzi - voce
- Massimiliano Capozzi - tastiera, pianoforte
- Maurizio Fiordiliso - chitarra
- Carmine Napolitano - batteria
- Peppe Sannino - percussioni
- Lello Somma - basso
- Pasquale Di Nunzio - sax
- Lina Sorrentino - voce femminile
- Sofia Baccini - voce femminile
- Aniello - voce maschile